# Ntsikana
Ntsikana (1780-1821) was een Xhosa-evangelist en dichter, die beschouwd wordt als de eerste die het christelijk geloof vertaalde in termen die begrijpelijk waren voor de Xhosa, een volk in Zuid-Afrika.

## Persoonlijk leven
Ntsikana werd geboren rond 1780. Zijn vader heette Gaba, hij was adviseur van koning Ngqika van de westelijke Rharhabe, een sub-groep van de Xhosa. Zijn moeder Nonabe was de tweede vrouw van Gaba. Ze woonden in de Thyume-vallei, ten noorden van Alice in de Oost-Kaap. Ntsikana werd opgevoed bij de familie van zijn moeder tot hij vijf of zes jaar oud was. De eerste vrouw van zijn vader, Noyiki, die geen zoons had, adopteerde Ntsikana conform de gewoontes van hun volk. Hij werd daardoor Gaba's erfgenaam. Vanaf die tijd werd de Great Place in de Thyume-vallei zijn thuis. 
Zijn eerste contact met het christelijk geloof was rond de tijd van zijn  inwijding tot volwassenheid in 1800. In 1799 kwam Johannes van der Kemp, een zendeling uit Londen, te werken onder de westelijke Xhosa en mocht zijn kamp opslaan nabij Ngqika’s Great Place. Van der Kemp paste zijn leefstijl en kleding aan de Xhosa aan. In het jaar dat hij onder hen verbleef was er gelegenheid om hem te horen preken en zijn nieuwe leer met hem te bespreken. Toen van der Kemp in 1800 weer vertrok kon hij geen bekeerlingen melden maar hij kan invloed hebben gehad op Ntsikana. Het was gevaarlijker geworden voor van der Kemp, nieuwe vijandigheden tussen de Xhosa, de Britten en Boeren boden hem minder tot geen gelegenheid zijn boodschap te verkondigen.
Ntsikana trouwde met twee jonge vrouwen, Nontsonta en Nomanto, en vestigde zich in Gqore in het Kate River district. Ntsikana was in zijn gemeenschap waarschijnlijk een bekend persoon. Hij bezat vee, had personeel en trad op als zanger en danser bij bruiloften.

## Bekering
Na zijn eerste contact met het christendom door van der Kemp, leidde Ntsikana een normaal en onopvallend leven tot aan 1815. Zijn eerste spirituele ervaring zou zich hebben voorgedaan toen hij bij de kraal naar zijn beste os keek. Hij zag een licht, helderder dan de zon, dat de huid van het dier bescheen. Hij vroeg zijn metgezel, een jonge herder, ernaar maar die had niets gezien. Later die dag zou hij nogmaals een ervaring hebben gehad. Hij nam deel aan een traditionele feestdans. Telkens als hij danste, stak een krachtige wind op, als hij stopte met dansen ging de wind liggen. Ntsikana zag hierin aanwijzingen, dat hij zich het door van der Kemp gepreekte geloof meer eigen moest maken. Hij waste zich in een rivier, dit werd wel gezien als een doop zonder bemoeienis van een missionaris. Zijn volgelingen maakten er daarom aanspraak op dat het Xhosa-christendom vrij van de invloed van missionarissen was ontstaan.
Kort hierna ontmoette hij James Read en Joseph Williams van de London Missionary Society. Zij waren onderweg met Dyani Tshatshu (vertaler), zoon van een Xhosa-hoofdman van de Buffalo River, op zoek naar een geschikte plek voor een nieuwe missiepost. Die vonden ze nabij Fort Beaufort in april 1816. Ntsikana bracht zijn gezin uit Thyume over en ze gingen in de buurt van de nieuwe missiepost wonen. Daar bezochten ze elke zaterdag met hun hele huishouding de Bijbellessen van Williams, en op zondagochtend de diensten. In 1818 overleed Williams en werd Ntsikane leider van de christelijke gemeenschap in de Mankazana Vallei. Mede door zijn prediking ontstonden nieuwe gemeenschappen in Burnshill, Somerset East, Debe Nek, King William’s Town en Mgwali. Na zijn bekering tot het christendom nam hij afstand van polygamie en scheidde van zijn tweede vrouw Nomanto.

## Conflicten tussen traditionele religie en christendom
Ntsikana bemerkte een spanningsveld tussen het oorspronkelijke geloof (Inkolo yakwaNtu) en het van buitenaf gekomen christelijk geloof (Inkolo yaseMzini). Breder was er spanning tussen de Xhosacultuur en de cultuur van de blanken. Hoewel hij een christelijk leider werd, heeft hij zich nooit laten dopen, alsof hij zich niet volledig wilde overgeven aan blanke gewoontes. Hij erkende dat het christendom exclusiviteit verlangde en hij zich niet meer kon inlaten met het geloof van de Xhosa. De vroege dood van Williams was mogelijk een belemmering om genoemd spanningsveld te overbruggen.
Ntsikana had een conflict met Nxele, een profeet onder stamhoofd Ndlambe, die woonde in wat tegenwoordig Grahamstad is. Nxele had zich aanvankelijk ook bekeerd, maar teleurgesteld in het gedrag van de blanke nieuwkomers verwierp hij het christendom weer en gelijk daarmee ook andere westerse nieuwigheden. Hij bestreed de komst van Europeanen tijdens de Grensoorlogen. Nxele riep op tot het aanbidden van Mdalidiphu, de God van de Xhosa. Verwijzend naar Nxele zei Ntsikana eens: "Waarom misleid hij zijn volk?" Na een gewapend conflict met de Britten werd Nxele gevangen gezet op Robbeneiland. In december 1819 verdronk hij bij een ontsnappingspoging. Ntsikana stierf in 1821 in Thwatwa, waarschijnlijk aan een ziekte.

## Nalatenschap
Ntsikana schreef vier christelijke liederen in het Xhosa: Intsimbi (Ntsikana’s bel), Dalibom (Schepper van leven), Ingoma enqukuva (Rondzang) en Ulo Tixomkulu (Gij grote God). De eerste 50 jaar werden deze mondeling doorgegeven, tot John Knox Bokwe ze in 1876 opschreef.
Van Ntsikana wordt wel gezegd dat hij erin slaagde het christelijk geloof te combineren met de Xhosa-religie. Vanuit een tijdperk waarin weinig werd opgeschreven ontbreken daarvoor aanwijzingen. Zijn scholing van een paar jaar was daarvoor waarschijnlijk ook onvoldoende. Zijn belangrijkste leermeester Williams was volgens de gouverneur van de Kaapkolonie, Lord Charles Somerset, zelf onvoldoende geschoold voor het missiewerk. Wel kon volgens de overlevering Ntsikana zijn boodschap verkondigen op een wijze die aansloot bij de leefwereld van zijn volk.